# Rhopalotria slossonae
Rhopalotria slossonae is een keversoort uit de familie Belidae. De wetenschappelijke naam van de soort is voor het eerst geldig gepubliceerd in 1905 door Schaeffer.